# Macrostylis longiuscula
Macrostylis longiuscula là một loài chân đều trong họ Macrostylidae. Loài này được Mezhov miêu tả khoa học năm 1981.